# Società Sportiva Audace Cerignola 2022-2023
Questa voce raccoglie le informazioni riguardanti la Società Sportiva Audace Cerignola nelle competizioni ufficiali della stagione 2022-2023.

## Stagione
Dopo la strepitosa stagione 2021-2022 che ha visto il club tornare in Serie C dopo ben 85 anni, la società si ripresenta al calcio professionistico con alcune novità societarie: lasciano Danilo Quarto (presidente), Antonietta Ladogana (vice-presidente) e Pierluigi De Lorenzis (direttore tecnico), che sono sostituiti rispettivamente da Nicola Grieco (il suo un ritorno), da Francesco Grieco (fratello di Nicola) e Rosario Marino (precedentemente segretario del club). Con l'obbiettivo di aggiungere esperienza in società, viene nominato Gianni Francavilla nuovo segretario.
Viene dichiarato come obbiettivo primario un tranquillo mantenimento della categoria, senza tuttavia precludere una eventuale possibilità di una posizione nei Play-off, come le ambizioni societarie impongono. In campionato la squadra giallo azzurra allenata da Michele Pazienza si piazza in quinta posizione con 60 punti, 27 dei quali raccolti nel girone di andata e 33 punti nel girone di ritorno. Nei Play-off nel primo turno della fase a gironi supera (3-0) la Juve Stabia, nel secondo turno supera (2-1) il Monopoli. Nel primo turno della fase nazionale incrocia il Foggia in un doppio avvincente derby, vince (4-1) in casa, ma sul più bello perde (3-0) allo Zaccheria. Nella Coppa Italia di Serie C pugliesi subito fuori sconfitti (1-0) dalla Juve Stabia.

## Divise e sponsor
Lo sponsor tecnico è Adidas, che dopo due stagioni sostituisce Nike. Nessun dubbio sul main sponsor, Proshop: il marchio della famiglia proprietaria del club comparirà infatti sulla prima maglia da gara ufficiale per l'ottavo anno consecutivo; Ecodaunia campeggerà invece sulla seconda maglia da gara e farma export sulla terza.
| 1ª divisa | 2ª divisa | 3ª divisa |

## Organigramma societario
Di seguito sono riportati i membri dello staff del Cerignola.
Area direttiva
- Presidente: Nicola Grieco
- Vicepresidente: Francesco Grieco
- Amministratore unico: Nicola Grieco
- Segretario generale: Giovanni Francavilla
- Segretario: Marco Santopaolo

Area comunicazione e marketing
- Area Comunicazione:Francesco Zagaria
- Area Comunicazione e Multimedia: Michele Costantino
- Ticketing:
- Marketing: Valentina Vasciaveo

Area sportiva
- Direttore generale: Rosario Marino
- Direttore sportivo: Elio Di Toro
- Team manager: Francesco Di Biase

Area tecnica
- Allenatore: Michele Pazienza
- Allenatore in seconda: Antonio La Porta
- Collaboratore tecnico:
- Preparatore atletico: Leandro Zoila
- Preparatore portieri: Antonio Cagnazzo
- Magazzinieri: Gaetano Basiliano, Damiano Caggianelli, Matteo Totaro

Area sanitaria
- Responsabile sanitario: Antonino Riggio
- Medico sociale: Massimo De Prezzo
- Fisioterapisti: Michele Ginni, Vincenzo Musci
- Osteopata:
- Podologo:

## Rosa
Rosa e numerazione ufficiali aggiornate all’1 febbraio 2023.
| N. |                    | Ruolo | Calciatore                    |
| -- | ------------------ | ----- | ----------------------------- |
| 1  | Italia (bandiera)  | P     | Umberto Saracco               |
| 2  | Brasile (bandiera) | D     | Fabricio Olivera              |
| 3  | Italia (bandiera)  | D     | Luca Russo                    |
| 4  | Italia (bandiera)  | C     | Raffaele Bianco               |
| 5  | Italia (bandiera)  | C     | Galo Capomaggio               |
| 6  | Italia (bandiera)  | D     | Giacinto Allegrini (capitano) |
| 7  | Italia (bandiera)  | D     | Giuseppe Coccia               |
| 8  | Italia (bandiera)  | A     | Alessandro Inguscio           |
| 9  | Italia (bandiera)  | A     | Giancarlo Malcore             |
| 10 | Italia (bandiera)  | C     | Michele D'Ausilio             |
| 11 | Italia (bandiera)  | A     | Mattia Montini                |
| 12 | Italia (bandiera)  | P     | Giuseppe Fares                |
| 15 | Italia (bandiera)  | D     | Alessandro Ligi               |
| 16 | Italia (bandiera)  | C     | Manuel Botta                  |

| N. |                    | Ruolo | Calciatore              |
| -- | ------------------ | ----- | ----------------------- |
| 17 | Italia (bandiera)  | A     | Filippo D'Andrea        |
| 18 | Italia (bandiera)  | A     | Pablo Vitali            |
| 19 | Marocco (bandiera) | A     | Ismail Achik            |
| 20 | Spagna (bandiera)  | C     | Miguel Angel Sainz-Maza |
| 21 | Italia (bandiera)  | D     | Lorenzo Gonnelli        |
| 22 | Italia (bandiera)  | P     | Salvatore Trezza        |
| 23 | Italia (bandiera)  | A     | Luigi Samele            |
| 24 | Italia (bandiera)  | C     | Zak Ruggiero            |
| 28 | Italia (bandiera)  | D     | Samuele Righetti        |
| 29 | Italia (bandiera)  | C     | Mattia Tascone          |
| 32 | Italia (bandiera)  | D     | Edoardo Blondett        |
| 33 | Italia (bandiera)  | C     | Christian Langella      |
| 72 | Italia (bandiera)  | D     | Paolo Giofrè            |
| 99 | Italia (bandiera)  | A     | Sabino Signorile        |

## Calciomercato

### Sessione estiva(dall'1/7 all'1/9)
| Acquisti | Acquisti                | Acquisti       | Acquisti   |
| R.       | Nome                    | da             | Modalità   |
| -------- | ----------------------- | -------------- | ---------- |
| P        | Umberto Saracco         | Fidelis Andria | definitivo |
| P        | Salvatore Trezza        | Padova         | prestito   |
| D        | Alessandro Ligi         |                | svincolato |
| D        | Edoardo Blondett        |                | svincolato |
| D        | Lorenzo Gonnelli        | Cesena         | definitivo |
| D        | Giuseppe Coccia         |                | svincolato |
| D        | Paolo Giofrè            |                | svincolato |
| D        | Fabricio Olivera        |                | svincolato |
| D        | Vincenzo Farucci        |                | svincolato |
| C        | Galo Capomaggio         |                | svincolato |
| C        | Christian Langella      | Pisa           | definitivo |
| C        | Gianmarco Mancarella    |                | svincolato |
| C        | Raffaele Bianco         | Bari           | definitivo |
| C        | Miguel Angel Sainz-Maza |                | svincolato |
| C        | Michele D'Ausilio       |                | svincolato |
| A        | Samuele Neglia          | Reggiana       | definitivo |
| A        | Sabino Signorile        | Milan          | prestito   |
| A        | Pablo Vitali            | Foggia         | prestito   |
| A        | Alessandro Inguscio     | Lecce          | definitivo |
| A        | Marco José Bingo        |                | svincolato |
| A        | Zak Ruggiero            |                | svincolato |
| A        | Filippo D'Andrea        | Salernitana    | definitivo |

| Cessioni | Cessioni              | Cessioni        | Cessioni       |
| R.       | Nome                  | a               | Modalità       |
| -------- | --------------------- | --------------- | -------------- |
| P        | Francesco Tricarico   | Nola            | prestito       |
| D        | Medhi Dorval          | Bari            | definitivo     |
| D        | Alex Sirri            | Brindisi        | definitivo     |
| D        | Luigi Manzo           |                 | fine contratto |
| D        | Enrico Silletti       |                 | fine contratto |
| D        | Antonio Vitiello      | Napoli          | fine prestito  |
| D        | Paolo Bianco          | Cjarlins Muzane | prestito       |
| C        | Dario Maltese         |                 | fine contratto |
| C        | Dario Giacomarro      |                 | fine contratto |
| C        | Gerardo Spinelli      | Perugia         | fine prestito  |
| C        | Lorenzo Longo         | -               | fine contratto |
| C        | Cristian Agnelli      | -               | ritiro         |
| C        | Francesco Muscatiello | Foggia          | fine prestito  |
| A        | Nicola Strambelli     |                 | fine contratto |
| A        | Nicola Loiodice       |                 | fine contratto |
| A        | Salvatore Mincica     |                 | fine contratto |
| A        | Nicola Ciccone        |                 | fine contratto |
| A        | Loris Palazzo         |                 | fine contratto |

### Sessione invernale(dal 3 al 31/1)
| Acquisti | Acquisti         | Acquisti        | Acquisti      |
| R.       | Nome             | da              | Modalità      |
| -------- | ---------------- | --------------- | ------------- |
| D        | Samuele Righetti | Perugia         | prestito      |
| D        | Paolo Bianco     | Cjarlins Muzane | fine prestito |
| C        | Edoardo Mengani  | Tolentino       | definitivo    |
| A        | Luigi Samele     | Sassuolo        | prestito      |
| A        | Mattia Montini   | Monopoli        | definitivo    |

| Cessioni | Cessioni         | Cessioni   | Cessioni      |
| R.       | Nome             | a          | Modalità      |
| -------- | ---------------- | ---------- | ------------- |
| D        | Cristian Basile  | Cavese     | prestito      |
| D        | Paolo Bianco     | Molfetta   | prestito      |
| D        | Vincenzo Farucci | Molfetta   | prestito      |
| D        | Lorenzo Gonnelli | AZ Picerno | prestito      |
| A        | Pablo Vitali     | Foggia     | fine prestito |
| A        | Samuele Neglia   | Fermana    | prestito      |

## Risultati

### Serie C

#### Girone di andata
| Arbitro: | Crezzini (Siena) |

|                         |           |  |
| Costantino 2’, 17’, 35’ | Marcatori |  |

| Arbitro: | Calzavara (Varese) |

|               |           |  |
| Malcore 90+2’ | Marcatori |  |

| Arbitro: | Perri (Roma) |

|           |           |                        |
| Orfei 61’ | Marcatori | 11’ Neglia 44’ Malcore |

| Arbitro: | Galipò (Firenze) |

|                        |           |                           |
| Malcore 14’ Coccia 87’ | Marcatori | 11’ Biasci 90+5’ Pontisso |

| Arbitro: | Bonacina (Bergamo) |

|                          |           |              |
| De Risio 52’ Montini 81’ | Marcatori | 67’ D’Andrea |

| Arbitro: | Sfira (Pordenone) |

|  |           |           |
|  | Marcatori | 68’ Gilli |

| Arbitro: | Angelucci (Foligno) |

|                                           |           |  |
| Achik 30’ D’Andrea 71’ Malcore 89’ (rig.) | Marcatori |  |

| Arbitro: | Centi (Terni) |

|                   |           |             |
| Trotta 64’ (rig.) | Marcatori | 88’ Malcore |

| Cerignola 18 ottobre 2022, ore 21:00 CEST 9ª giornata | Audace Cerignola   | 0 – 0 referto | Taranto | Stadio Domenico Monterisi (2 500 spett.)\| Arbitro: \| Monaldi (Macerata) \| |
| Arbitro:                                              | Monaldi (Macerata) |               |         |                                                                              |

| Arbitro: | Emmanuele (Pisa) |

|                                |           |  |
| Lescano 39’ (rig.) Vergani 67’ | Marcatori |  |

| Arbitro: | Cavaliere (Paola) |

|                        |           |                    |
| Malcore 1’ Tascone 52’ | Marcatori | 34’ (rig.) Maniero |

| Arbitro: | Kumara (Verona) |

|           |           |             |
| Pérez 74’ | Marcatori | 12’ Tascone |

| Arbitro: | Gauzolino (Torino) |

|             |           |                 |
| Achik 90+2’ | Marcatori | 26’ E. Esposito |

| Arbitro: | Scatena (Avezzano) |

|                       |           |                                     |
| Costa 18’ Peralta 52’ | Marcatori | 57’ L. Russo 73’ Malcore 80’ Neglia |

| Arbitro: | Milone (Taurianova) |

|                             |           |  |
| Blondett 34’ D’Andrea 90+1’ | Marcatori |  |

| Potenza 30 novembre 2022, ore 21:00 CET 16ª giornata | Potenza          | 0 – 0 referto | Audace Cerignola | Stadio Alfredo Viviani (970 spett.)\| Arbitro: \| Collu (Cagliari) \| |
| Arbitro:                                             | Collu (Cagliari) |               |                  |                                                                       |

| Arbitro: | Saia (Palermo) |

|  |           |          |
|  | Marcatori | 72’ Awua |

| Arbitro: | Scarpa (Collegno) |

|             |           |  |
| Riccardi 1’ | Marcatori |  |

| Arbitro: | Diop (Treviglio) |

|                                                     |           |                       |
| Malcore 12’ Sainz-Maza 59’ D’Andrea 63’ Achik 90+2’ | Marcatori | 68’ Zigoni 79’ Santos |

#### Girone di ritorno
| Arbitro: | Caldera (Como) |

|                                    |           |  |
| Langella 44’ D’Andrea 47’ Ligi 86’ | Marcatori |  |

| Arbitro: | E. Longo (Cuneo) |

|                  |           |               |
| Sorrentino 90+5’ | Marcatori | 83’ D’Ausilio |

| Arbitro: | Centi (Terni) |

|                       |           |  |
| Malcore 2’ Tascone 6’ | Marcatori |  |

| Arbitro: | Petrella (Viterbo) |

|                                             |           |  |
| Biasci 25’ Vandeputte 42’ Iemmello 51’, 56’ | Marcatori |  |

| Arbitro: | Arena (Torre del Greco) |

|               |           |                                     |
| D’Ausilio 59’ | Marcatori | 25’ (rig.), 39’ Starita 69’ Manzari |

| Agropoli 2 febbraio 2023, ore 14:30 CET 25ª giornata | Gelbison             | 0 – 0 | Audace Cerignola | Stadio Raffaele Guariglia (200 spett.)\| Arbitro: \| Costanza (Agrigento) \| |
| Arbitro:                                             | Costanza (Agrigento) |       |                  |                                                                              |

| Arbitro: | Perri (Roma) |

|  |           |             |
|  | Marcatori | 28’ Ruggero |

| Arbitro: | Di Graci (Como) |

|                            |           |              |
| Achik 59’, 70’ Malcore 84’ | Marcatori | 55’ R. Russo |

| Taranto 19 febbraio 2023, ore 14:30 CET 28ª giornata | Taranto                       | 0 – 0 referto | Audace Cerignola | Stadio Erasmo Iacovone (600 spett.)\| Arbitro: \| Pascarella (Nocera Inferiore) \| |
| Arbitro:                                             | Pascarella (Nocera Inferiore) |               |                  |                                                                                    |

| Arbitro: | Fiero (Pistoia) |

|                |           |  |
| Capomaggio 23’ | Marcatori |  |

| Arbitro: | Frascaro (Firenze) |

|                          |           |           |
| Leonetti 10’ Maniero 34’ | Marcatori | 24’ Achik |

| Arbitro: | Milone (Taurianova) |

|             |           |  |
| Malcore 57’ | Marcatori |  |

| Arbitro: | Caldera (Como) |

|                              |           |  |
| E. Esposito 50’ Albadoro 88’ | Marcatori |  |

| Arbitro: | Tremolada (Monza) |

|                                 |           |                                    |
| Malcore 12’, 19’, 89’ Achik 23’ | Marcatori | 45’ Garattoni 56’ (rig.) Petermann |

| Arbitro: | Cavaliere (Paola) |

|             |           |                |
| Devetak 58’ | Marcatori | 35’ Sainz-Maza |

| Arbitro: | Bordin (Bassano del Grappa) |

|            |           |              |
| Samele 46’ | Marcatori | 77’ G. Volpe |

| Arbitro: | Mastrodomenico (Matera) |

|  |           |               |
|  | Marcatori | 83’ D’Ausilio |

| Arbitro: | Mucera (Palermo) |

|                        |           |             |
| Langella 43’ Achik 87’ | Marcatori | 71’ Fabrizi |

| Arbitro: | Gemelli (Messina) |

|                        |           |                              |
| Silipo 12’ Caldore 22’ | Marcatori | 45+4’ Capomaggio 88’ Malcore |

### Play-off

#### Fase eliminatoria
| Arbitro: | Perri (Roma) |

|                                        |           |  |
| Capomaggio 15’ Tascone 28’ Achik 90+2’ | Marcatori |  |

| Arbitro: | Monaldi (Macerata) |

|                                |           |               |
| Sainz-Maza 38’ D’Ausilio 90+2’ | Marcatori | 51’ Viteritti |

#### Fase nazionale
| Arbitro: | Nicolini (Brescia) |

|                                                    |           |               |
| Achik 21’ (rig.) Sainz-Maza 24’, 49’ D’Ausilio 80’ | Marcatori | 48’ Bjarkason |

| Arbitro: | Giordano (Novara) |

|                                           |           |  |
| Schenetti 78’ Frigerio 90+3’ Kontek 90+6’ | Marcatori |  |

### Coppa Italia Serie C
| Arbitro: | Di Francesco (Ostia Lido) |

|                |           |  |
| D’Agostino 56’ | Marcatori |  |

## Statistiche

### Statistiche di squadra
| Competizione         | Punti | In casa | In casa | In casa | In casa | In casa | In casa | In trasferta | In trasferta | In trasferta | In trasferta | In trasferta | In trasferta | Totale | Totale | Totale | Totale | Totale | Totale | D.R. |
| Competizione         | Punti | G       | V       | N       | P       | GF      | GS      | G            | V            | N            | P            | GF           | GS           | G      | V      | N      | P      | GF     | GS     | D.R. |
| -------------------- | ----- | ------- | ------- | ------- | ------- | ------- | ------- | ------------ | ------------ | ------------ | ------------ | ------------ | ------------ | ------ | ------ | ------ | ------ | ------ | ------ | ---- |
| Serie C              | 60    | 19      | 12      | 4       | 3       | 33      | 16      | 19           | 4            | 8            | 7            | 15           | 24           | 38     | 16     | 12     | 10     | 48     | 41     | +7   |
| Play-off             | -     | 3       | 3       | 0       | 0       | 9       | 1       | 0            | 0            | 0            | 0            | 0            | 0            | 3      | 3      | 0      | 0      | 9      | 1      | +8   |
| Coppa Italia Serie C | -     | 0       | 0       | 0       | 0       | 0       | 0       | 1            | 0            | 0            | 1            | 0            | 1            | 1      | 0      | 0      | 1      | 0      | 1      | -1   |
| Totale               | 60    | 22      | 15      | 4       | 3       | 42      | 17      | 19           | 4            | 7            | 8            | 15           | 25           | 42     | 19     | 11     | 11     | 57     | 43     | +14  |

### Andamento in campionato
| Giornata  | 1  | 2  | 3 | 4 | 5  | 6  | 7  | 8  | 9 | 10 | 11 | 12 | 13 | 14 | 15 | 16 | 17 | 18 | 19 | 20 | 21 | 22 | 23 | 24 | 25 | 26 | 27 | 28 | 29 | 30 | 31 | 32 | 33 | 34 | 35 | 36 | 37 | 38 |
| --------- | -- | -- | - | - | -- | -- | -- | -- | - | -- | -- | -- | -- | -- | -- | -- | -- | -- | -- | -- | -- | -- | -- | -- | -- | -- | -- | -- | -- | -- | -- | -- | -- | -- | -- | -- | -- | -- |
| Luogo     | T  | C  | T | C | T  | C  | C  | T  | C | T  | C  | T  | C  | T  | C  | T  | C  | T  | C  | C  | T  | C  | T  | C  | T  | T  | C  | T  | C  | T  | C  | T  | C  | T  | C  | T  | C  | T  |
| Risultato | P  | V  | V | N | P  | P  | V  | N  | N | P  | V  | N  | N  | V  | V  | N  | P  | P  | V  | V  | N  | V  | P  | P  | N  | V  | V  | N  | V  | P  | V  | P  | V  | N  | N  | V  | V  |    |
| Posizione | 19 | 12 | 5 | 7 | 10 | 13 | 10 | 10 |   |    |    |    |    |    |    |    |    |    |    |    |    |    |    |    |    |    |    |    |    |    |    |    |    |    |    | 6  | 5  |    |

Legenda:

Luogo: C = Casa; T = Trasferta. Risultato: V = Vittoria; N = Pareggio; P = Sconfitta.

### Statistiche dei giocatori
| Giocatore        | Serie C  | Serie C | Serie C     | Serie C    | Coppa Italia Serie C | Coppa Italia Serie C | Coppa Italia Serie C | Coppa Italia Serie C | Totale   | Totale | Totale      | Totale     |
| Giocatore        | Presenze | Reti    | Ammonizioni | Espulsioni | Presenze             | Reti                 | Ammonizioni          | Espulsioni           | Presenze | Reti   | Ammonizioni | Espulsioni |
| ---------------- | -------- | ------- | ----------- | ---------- | -------------------- | -------------------- | -------------------- | -------------------- | -------- | ------ | ----------- | ---------- |
| U. Saracco       | 8        | 0       | 0           | 0          | 0                    | 0                    | 0                    | 0                    | 8        | 0      | 0           | 0          |
| F. Olivera       | 1        | 0       | 0           | 0          | 1                    | 0                    | 0                    | 1                    | 2        | 0      | 0           | 1          |
| L. Russo         | 7        | 0       | 0           | 0          | 1                    | 0                    | 0                    | 0                    | 8        | 0      | 0           | 0          |
| R. Bianco        | 7        | 0       | 2           | 0          | 0                    | 0                    | 0                    | 0                    | 7        | 0      | 2           | 0          |
| G. Capomaggio    | 4        | 0       | 2           | 0          | 1                    | 0                    | 1                    | 0                    | 5        | 0      | 3           | 0          |
| G. Allegrini     | 2        | 0       | 0           | 0          | 0                    | 0                    | 0                    | 0                    | 2        | 0      | 0           | 0          |
| G. Coccia        | 5        | 1       | 1           | 0          | 0                    | 0                    | 0                    | 0                    | 5        | 1      | 1           | 0          |
| A. Inguscio      | 0        | 0       | 0           | 0          | 0                    | 0                    | 0                    | 0                    | 0        | 0      | 0           | 0          |
| G. Malcore       | 8        | 5       | 1           | 0          | 0                    | 0                    | 0                    | 0                    | 8        | 5      | 1           | 0          |
| M. D'Ausilio     | 6        | 0       | 1           | 0          | 1                    | 0                    | 0                    | 0                    | 7        | 0      | 1           | 0          |
| S. Neglia        | 8        | 1       | 2           | 0          | 0                    | 0                    | 0                    | 0                    | 8        | 1      | 2           | 0          |
| G. Fares         | 0        | 0       | 0           | 0          | 0                    | 0                    | 0                    | 0                    | 0        | 0      | 0           | 0          |
| A. Ligi          | 7        | 0       | 3           | 0          | 0                    | 0                    | 0                    | 0                    | 7        | 0      | 3           | 0          |
| M. Botta         | 5        | 0       | 1           | 0          | 1                    | 0                    | 0                    | 0                    | 6        | 0      | 1           | 0          |
| F. D'Andrea      | 8        | 2       | 0           | 0          | 1                    | 0                    | 0                    | 0                    | 9        | 2      | 0           | 0          |
| I. Achik         | 8        | 1       | 1           | 0          | 1                    | 0                    | 0                    | 0                    | 9        | 1      | 1           | 0          |
| M. A. Sainz-Maza | 5        | 0       | 1           | 0          | 1                    | 0                    | 0                    | 0                    | 6        | 0      | 1           | 0          |
| L. Gonnelli      | 7        | 0       | 0           | 1          | 1                    | 0                    | 0                    | 0                    | 8        | 0      | 0           | 1          |
| S. Trezza        | 0        | 0       | 0           | 0          | 1                    | 0                    | 0                    | 0                    | 1        | 0      | 0           | 0          |
| G. Mancarella    | 0        | 0       | 0           | 0          | 0                    | 0                    | 0                    | 0                    | 0        | 0      | 0           | 0          |
| V. Farucci       | 0        | 0       | 0           | 0          | 0                    | 0                    | 0                    | 0                    | 0        | 0      | 0           | 0          |
| M. Tascone       | 8        | 0       | 2           | 0          | 1                    | 0                    | 0                    | 0                    | 9        | 0      | 2           | 0          |
| E. Blondett      | 3        | 0       | 0           | 0          | 1                    | 0                    | 0                    | 0                    | 4        | 0      | 0           | 0          |
| C. Langella      | 6        | 0       | 0           | 0          | 1                    | 0                    | 0                    | 0                    | 7        | 0      | 0           | 0          |
| P. Vitali        | 4        | 0       | 2           | 0          | 1                    | 0                    | 0                    | 1                    | 5        | 0      | 2           | 1          |
| P. Giofré        | 3        | 0       | 0           | 0          | 0                    | 0                    | 0                    | 0                    | 3        | 0      | 0           | 0          |
| C. Basile        | 0        | 0       | 0           | 0          | 0                    | 0                    | 0                    | 0                    | 0        | 0      | 0           | 0          |
| S. Signorile     | 0        | 0       | 0           | 0          | 0                    | 0                    | 0                    | 0                    | 0        | 0      | 0           | 0          |
| M. J. Bingo      | 0        | 0       | 0           | 0          | 0                    | 0                    | 0                    | 0                    | 0        | 0      | 0           | 0          |
| Z. Ruggiero      | 3        | 0       | 0           | 0          | 1                    | 0                    | 0                    | 0                    | 4        | 0      | 0           | 0          |